# Чрнковці
45°42′ пн. ш. 18°17′ сх. д. / 45.7° пн. ш. 18.28° сх. д.
Чрнковці (хорв. Črnkovci) — населений пункт у Хорватії, в Осієцько-Баранській жупанії у складі громади Маріянці.

## Населення
Населення за даними перепису 2011 року становило 810 осіб.
Динаміка чисельності населення поселення:

## Клімат
Середня річна температура становить 11,06 °C, середня максимальна – 25,61 °C, а середня мінімальна – -6,24 °C. Середня річна кількість опадів – 654 мм.
| Клімат поселення                              | Клімат поселення | Клімат поселення | Клімат поселення | Клімат поселення | Клімат поселення | Клімат поселення | Клімат поселення | Клімат поселення | Клімат поселення | Клімат поселення | Клімат поселення | Клімат поселення | Клімат поселення |
| Показник                                      | Січ.             | Лют.             | Бер.             | Квіт.            | Трав.            | Черв.            | Лип.             | Серп.            | Вер.             | Жовт.            | Лист.            | Груд.            |                  |
| Середній максимум, °C                         | 5,80             | 8,01             | 12,70            | 17,31            | 22,41            | 25,61            | 25,26            | 24,85            | 20,69            | 15,28            | 9,29             | 5,30             |                  |
| Середня температура, °C                       | −0,2             | 2,00             | 6,70             | 11,30            | 16,39            | 19,60            | 21,32            | 20,90            | 16,70            | 11,30            | 5,30             | 1,35             |                  |
| Середній мінімум, °C                          | −6,24            | −4               | 0,70             | 5,30             | 10,38            | 13,59            | 17,35            | 16,91            | 12,78            | 7,35             | 1,38             | −2,6             |                  |
| Норма опадів, мм                              | 40               | 36               | 38               | 50               | 63               | 84               | 62               | 61               | 51               | 56               | 63               | 50               |                  |
| Середньомісячна швидкість вітру, м/с          | 2.38             | 2.60             | 2.90             | 2.80             | 2.48             | 2.30             | 2.20             | 2.00             | 2.00             | 2.10             | 2.30             | 2.40             |                  |
| Середньомісячна сонячна радіація, кДж/м²·день | 4173             | 6893             | 10793            | 15407            | 19312            | 21515            | 22177            | 20133            | 14847            | 9160             | 4676             | 3474             |                  |
| --------------------------------------------- | ---------------- | ---------------- | ---------------- | ---------------- | ---------------- | ---------------- | ---------------- | ---------------- | ---------------- | ---------------- | ---------------- | ---------------- | ---------------- |
| Джерело:                                      |                  |                  |                  |                  |                  |                  |                  |                  |                  |                  |                  |                  |                  |